# Columna de la Libertad
La Columna de la Libertad (en francés: Colonne de la liberté) es un símbolo del movimiento de Patriota erigido en Saint-Charles, en el Bajo Canadá (actualmente Quebec, al este de Canadá) el 23 de octubre de 1837. Su nombre es idéntico al de la columna que marcó la historia de la Revolución Francesa. En 1982, el Comité de Patriotas y el Ministerio de Cultura de Quebec, colocaron una réplica en la presunta ubicación original que aún sigue en pie.
El 23 y 24 de octubre de 1837, la gente del Bajo Canadá se reunió alrededor de ella en la Asamblea de los Seis Condados con una estructura que llevaba la inscripción (À Papineau ses compatriotes reconnaissants; "A Papineau de sus compatriotas agradecidos"), refiriéndose al líder patriota Louis-Joseph Papineau. Durante la Rebelión del Bajo Canadá el 30 de noviembre de 1837, los coroneles George Augustus Wetherall y Bartolomé Gugy y sus tropas desenterraron la columna después de la victoria en la batalla de Saint-Charles y la llevaron a Montreal como un trofeo de guerra, junto con una serie de presos.